# Eeva Ahtisaari

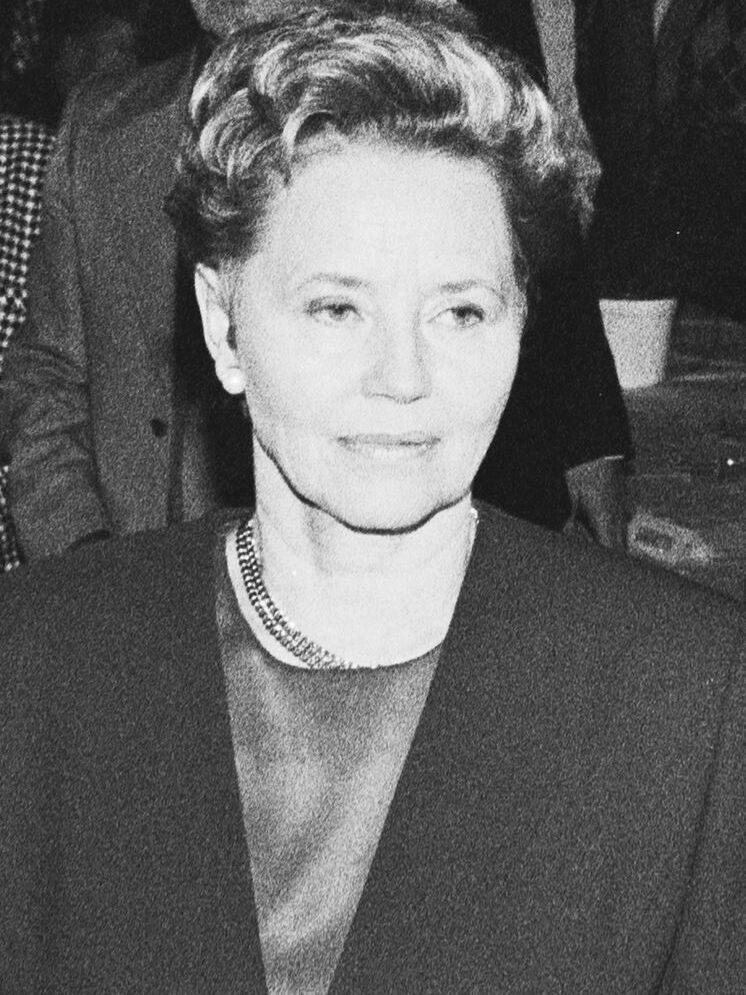
Eeva Ahtisaari (1994)

Eeva Irmeli Ahtisaari (* 18. Juni 1936 in Varkaus als Eeva Irmeli Hyvärinen) ist eine finnische Historikerin, Lehrerin, Autorin sowie Ehefrau von Martti Ahtisaari. Von 1994 bis 2000 war sie als solche First Lady Finnlands.

## Leben und Wirken
Eeva Ahtisaari schloss 1956 ihr Abitur (Ylioppilastutkinto) ab. Im selben Jahr begann sie ein Geschichtsstudium an der Universität Helsinki, das sie 1962 mit einem Bachelor beendete. 1989 kehrte sie an die gleiche Universität zurück und erreichte zudem einen Bachelor in Philosophie.
2004 verlieh ihr die Universität Joensuu den Ehrendoktor in Erziehungswissenschaften. Ahtisaari arbeitete in den 1960er Jahren als Geschichtslehrerin an Schulen in ganz Finnland. Von 1960 bis 1961 unterrichtete sie am Mädchengymnasium in Kuopio, von 1964 bis 1966 am Gemeinschaftsgymnasium in Rovaniemi sowie von 1967 bis 1968 an der Gemeinschaftsschule in Tapiola. Eeva Hyvärinen und Martti Ahtisaari heirateten 1968. Das Paar bekam einen gemeinsamen Sohn namens Marko (* 1969).
Bei Eeva Ahtisaari wurde im März 2020 eine Coronavirus-Infektion diagnostiziert, die er sich möglicherweise bei einem Konzert zum Frauentag zugezogen hatte. Zwischen 1971 und 1974 war die Finnin Mitglied der Delegation des finnischen Heimatschutzverbandes. Während Martti Ahtisaari als Botschafter in Namibia und als UN-Botschafter tätig war, verbrachte auch Eeva Ahtisaari lange Zeit in Namibia. Beide erhielten 1992 die Ehrenbürgerschaft Namibias.

## Werke
- Eva Ahtasaari: Juuret ja siivet. Helsinki: WSOY, 2002. ISBN 951-0-27296-5.
- Aura Korppi-Tommola: ”Ahtisaari, Eeva (1936–)”, Suomen kansallisbiografia, osa 1, s. 163. Helsinki: Suomalaisen Kirjallisuuden Seura, 2003. ISBN 951-746-442-8